# Echo (Mythologie)

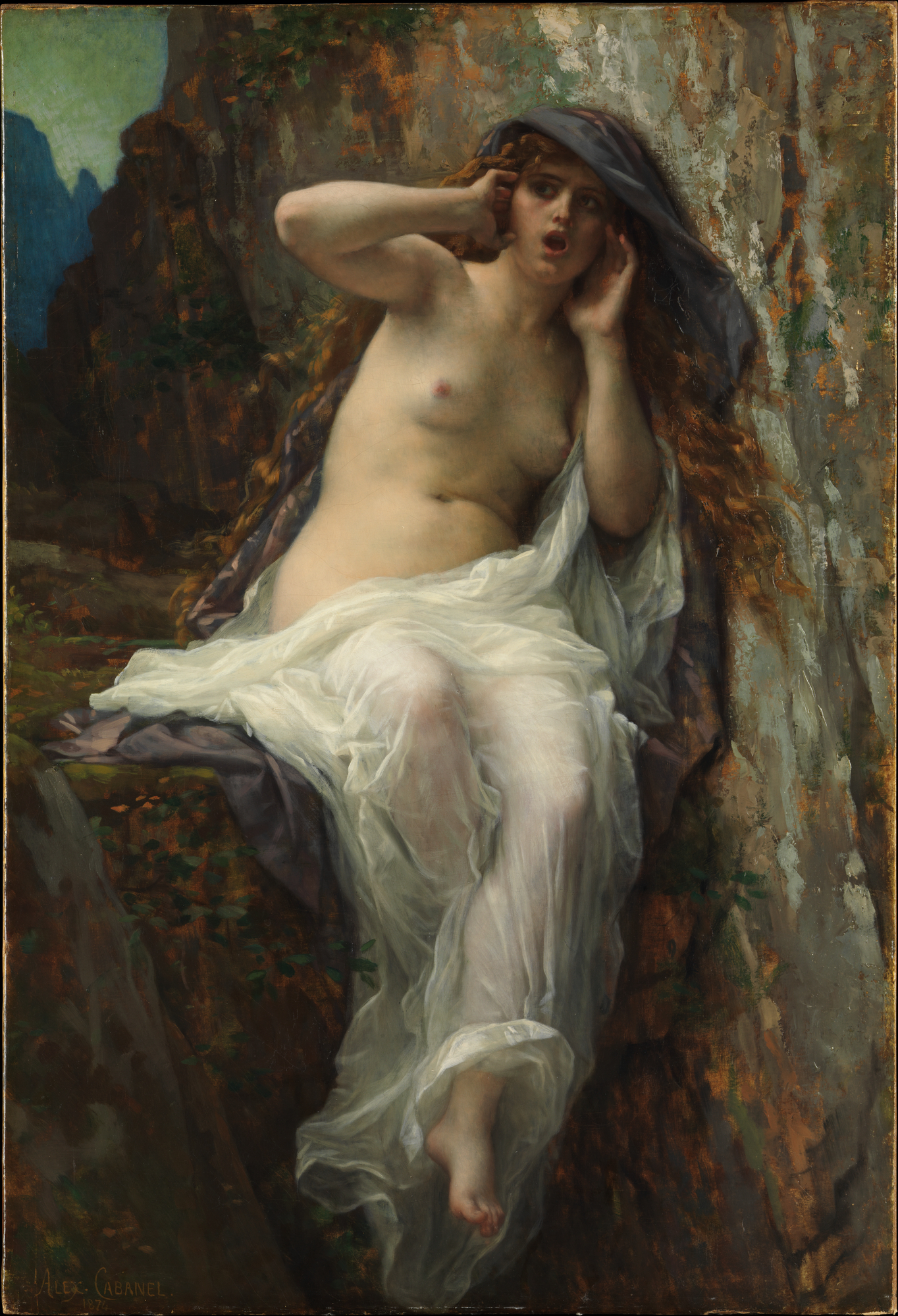
Echo
(Alexandre Cabanel, 1887, Metropolitan Museum of Art, New York)

Echó (altgriechisch Ἠχώ Ēchṓ, von ἠχή ēchḗ, deutsch ‚Schall‘) ist in der griechischen Mythologie eine Oreade (Bergnymphe). Nach ihr ist das bekannte Phänomen des Echos benannt.

## Mythos

### Bestrafung
Echo unterhielt im Auftrag von Zeus dessen Gattin Hera mit dem Erzählen von Geschichten, damit Zeus Zeit für amouröse Abenteuer hatte. Als Hera dieses Komplott entdeckte, beraubte sie Echo zur Strafe der Sprache und ließ ihr lediglich die Fähigkeit, die letzten an sie gerichteten Worte zu wiederholen.

### Echo und Narziss

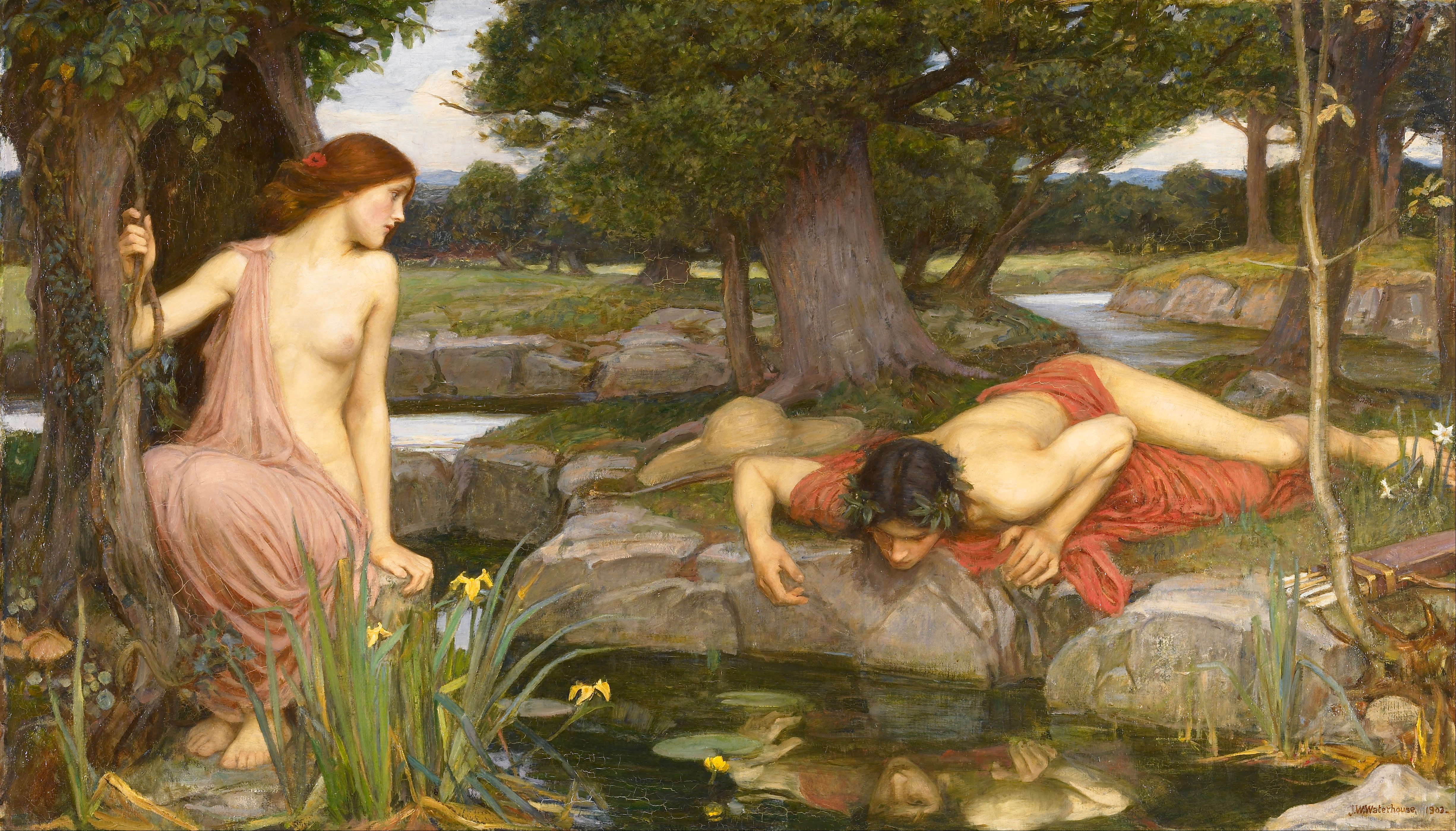
Echo und Narziss
(John William Waterhouse, 1903, Walker Art Gallery, Liverpool)

Aus diesem Grund war Echo nicht in der Lage, dem schönen Jüngling Narziss ihre Liebe zu gestehen. Eines Tages jedoch, als Narziss im Wald auf Hirschjagd war, wurde er von seinen Gefährten getrennt. Echo folgte ihm leise durch das Unterholz, konnte aber selbst kein sinnvolles Gespräch beginnen. Endlich rief Narziss:
Ist jemand hier?
Echo antwortete zur Verwunderung des Narziss, der niemanden sehen konnte:
Hier, hier!
So entwickelte sich folgendes Wechselgespräch:
Komm!

Komm, komm!

Warum meidest du mich?

Meidest du mich, meidest du mich?

Lass uns hier zusammenkommen!

Hier zusammenkommen!
und Echo trat mit ausgestreckten Armen zwischen den Bäumen hervor. Doch Narziss verschmähte ihre Umarmung, und Echo fühlte sich so elend und gedemütigt, dass sie sich in einer Höhle versteckte, keine Nahrung mehr zu sich nahm und schließlich verkümmerte, bis sie nur noch Stimme war. Ihre Knochen wurden zu Felsen. Später bestrafte die Rachegöttin Nemesis Narziss damit, dass er sich hoffnungslos in sein schönes Spiegelbild verliebte, als er es in einem Teich erblickte.

### Echo und Pan
Eine andere Überlieferung berichtet von der Liebe des Pan zu ihr, die sie jedoch nicht erwiderte. Vergeblich habe er sie zu erreichen versucht, bis er zuletzt in der Leidenschaft die Hirten rasend machte, so dass sie die Echo zerrissen, deren Glieder seitdem in alle Welt zerstreut sind.

## Rezeption
Echo ist eine Figur in Christoph Ransmayrs 1988 erschienenem Roman Die letzte Welt.
Der Asteroid (60) Echo wurde nach ihr benannt.